# چشم کبود
چشم کَبود (به انگلیسی: black eye) به کبودشدگی پوست اطراف چشم گفته می‌شود که معمولاً بر اثر وارد شدن آسیب به صورت ایجاد می‌شود و نه آسیب به چشم. نام این آسیب دیدگی از رنگ کبود نواحی آسیب دیده گرفته شده است. دلیل معمول کبودی چشم، خون مردگی زیر پوست و اطراف چشم است. در مواردی از قبیل آسیب‌دیدگی‌های شدیدتر، و حتی شکستگی جمجمه، به‌خصوص اگر اطراف هر دو چشم کبود شده باشد (چشم‌بادنجانی)، یا اگر سر بیمار پیش از این با آسیب‌دیدگی مواجه شده باشد، گاهی، عدم مراجعه به پزشک به وخیم‌تر شدن کبودی چشم منجر می‌شود.